# هوهانس دیلانیان
هوهانس مسروپی دیلانیان (ارمنی: Հովհաննես Մեսրոպի Դիլանյան؛  زادهٔ ۱۹۱۶ - درگذشته نامشخص ) کارشناسی علوم پرورشی اهل ارمنستان بود.

## زندگی‌نامه
وی در ۱۹۱۶ در شرونانتز به دنیا آمد و از دانشگاه دولتی علوم پرورشی خاچاطور آبوویان ارمنستان فارغ‌التحصیل گشت. وی در جنگ جهانی دوم مشارکت نمود. همچنین برندهٔ جوایزی همچون نشان پرچم سرخ کار، نشان جنگ میهنی (درجه دو)، نشان ستاره سرخ، نشان پرچم سرخ کار و مدال کارگر ممتاز شده است. 